# Mike Leech
Pour les articles homonymes, voir Leech.
Mike Leech est un musicien de studio américain, bassiste, guitariste, harmoniciste et arrangeur pour cordes, né le 26 septembre 1941 à Memphis, Tennessee et mort le 11 décembre 2017 à Nashville, à 76 ans.
Il évolue aussi bien dans les domaines de la musique soul, la country, le rock ou le jazz. Il joue notamment sur Always On My Mind de Willie Nelson, Sweet Caroline de Neil Diamond, Suspicious Minds d'Elvis Presley et Drift Away de Dobie Gray.

## Biographie
Michael A. Leech grandit dans le même quartier que Steve Cropper et Donald Dunn. Il apprend la guitare à l'âge de 14 ans. A l'Université de Memphis, Mike joue dans The Mighty Sound of the South Band. Il travaille d'abord en tant que bassiste au Royal Studio, puis devient célèbre  au sein des Memphis Boys, le « groupe maison » de l'American Sound Studio entre 1967 et 1972. Il est présent sur 120 disques classés dans le Top 10 des charts pop.
Il migre à Nashville en 1972 et devient rapidement l'un des principaux musiciens de Music Row. Il s'implique alors dans la musique country. Son travail peut être entendu sur les disques de plus d'une douzaine de membres du Country Music Hall of Fame, dont Merle Haggard, Loretta Lynn, Johnny Cash, Kenny Rogers, Kris Kristofferson, Conway Twitty, George Strait ou Waylon Jennings.
Mais son activité l'amène également aux côtés d'artistes soul tels que Joe Tex, Esther Phillips, King Curtis, Bobby Womack, Arthur Alexander et Junior Parker, ou des jazzmen comme Herbie Mann, Earl Klugh, Al Hirt et Hubert Laws, entre autres.
Il participe également à des enregistrements de rock avec Eric Clapton, J.J. Cale, Roy Orbison, Jerry Lee Lewis, Tom Jones, Carl Perkins et Al Kooper, mais aussi Johnny Hallyday, Eddy Mitchell ou Patricia Kaas.
Mike Leech est intronisé au Musicians Hall of Fame en 2007.